# Esther Saavedra Yoacham
María Esther Saavedra Yoaccham (Santiago, 8 de agosto de 1928-Santiago, 13 de agosto de 2017) fue la primera representante chilena (Miss Chile) para el concurso Miss Universo en 1952.

## Reseña biográfica
María Esther Saavedra nació en Santiago en 1928. Sus padres fueron José Saavedra Baeza y la vasco-chilena Ghizela Yoacham Sarratea, quienes tuvieron 4 hijos. Estudió su escolaridad en el Colegio de la Alianza Francesa egresando en 1947, inició la carrera de Pedagogía en el idioma francés y en 1949 fue elegida Miss Elegancia por la revista Zig-Zag.
En 1952 participó en el concurso auspiciado por la revista de modas Eva y fue coronada Miss Chile para Miss Universo, siendo la primera mujer chilena en acudir en regla al certamen que se celebró en Long Beach, California, Estados Unidos, el 28 de junio de 1952. Aunque no logró estar entre las semifinalistas, fue distinguida con el reconocimiento de ser la más popular y empática entre las concursantes. Después de su participación y por exigencia de las bases del concurso, trabajó por un año en la empresa de ropa de baños Catalina.

### Matrimonio e hijos
Contrajo matrimonio y fue la segunda esposa del embajador de carrera y abogado Manuel Trucco Gaete, con quien tuvo cuatro hijos. La mayor parte de su vida matrimonial la residió en Washington, Estados Unidos y Bruselas, Bélgica. Falleció en Santiago a la edad de 89 años.